# Sarcobatus vermiculatus
Sarcobatus vermiculatus, grm iz porodice Sarcobataceae, jedna od dviju vrsta roda Sarcobatus.

## Rasprostranjenost
Vrsta je raširena po zapadu Sjeverne Amerike, od Alberte i Saskatchewana na sjeveru, do Sonore na jugu  Alberta, Saskatchewan; Arizona, Kalifornija, Kolorado, Idaho, Montana, Nebraska, Nevada, Novi Meksiko, Sj. Dakota, Oregon, Juž. Dakota, Utah, Washington, Wyoming; Meksiko (Sonora).

## Stanište
S. vermiculatus raste na suhim, osunčanim, ravnim dolinama, u nizinskim poplavnim područjima i u kratkotrajnim potočnim kanalima. To je dominantna biljka u većem dijelu Velikog bazena i pustinje Mojave.. Voli alkalna ili slana tla u polusušnim ili sušnim ravnicama, alkalnim ravnima, padinama, zajednicama pustinjskog grmlja, šiblja, slanih ravnica, rubova cesta, nizova ograda. Javlja se na visinama od 600-2400 m.

## Opis
Jednodomni listopadni grm do 2 m visine

## Vanjske poveznice
- S. vermiculatus, Sanpitch Mountains
- S. vermiculatus
- S. vermiculatus
- S. vermiculatus